# علی پارسا

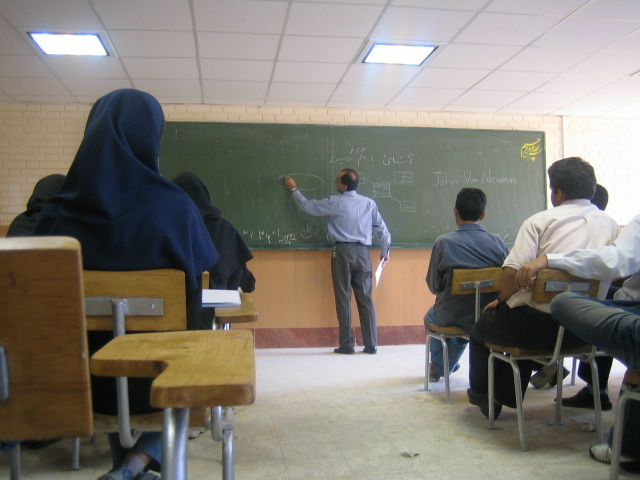
علی پارسا در حال تدریس در دانشگاه صنعتی شریف

علی اصغرزاده پارسا (زادهٔ ۱۳۲۹) کویرنورد و دریانورد ایرانی است. او در حال حاضر عضو علی‌البدل هیئت مدیرهٔ انجمن انفورماتیک ایران و عضو هیئت امنای بنیاد علمی زیرک‌زاده  است. او سابقاً به مدت چهار سال سردبیر مجلهٔ تخصصی گزارش کامپیوتر (از انتشارات انجمن انفورماتیک ایران) بوده‌است. پارسا همچنین از پشتیبانان قدیمی ویکی‌پدیای فارسی است.

## خانواده
او فرزند اصغر پارسا، سخنگوی سابق فراکسیون جبههٔ ملی در مجلس شورای ملی ایران است.

## تحصیلات
علی پارسا دانش‌آموختهٔ دبیرستان البرز، دانشگاه صنعتی آریامهر، دانشگاه سان فرانسیسکو و دانشگاه ایالتی سن خوزه است.

## فعالیت‌های کویرنوردی و دریانوردی
علی پارسا با گروه کویرنورد همراهش (حمید بریری، مسعود پور کرامتی و فرخ مستوفی) اولین گروهی بودند که پس از ۸ بار اقدام به سفر به این ناحیه، موفق شدند در آخرین سفر در زمستان ۱۳۸۴ طلسم عبور از ریگ را بشکنند و از جنوب وارد کویر ریگ جن شده و تا مرکز آن را طی کنند.

### گذر از اقیانوس اطلس
او در تابستان ۱۳۹۵ با گذر از خط استوا مسیر ۳۰۰۰ کیلومتری اقیانوس اطلس را با قایق بادبانی پیمود و از مکزیک به یکی از جزایر فرانسه در اقیانوس آرام رفت که به دلیل ایجاد شکستگی در دستش از ادامه سفر بازمانده به آمریکا مراجعت کرد. رسانه‌ها به او لقب کریستف کلمب ایرانی دادند.

## تألیفات
- بادبان‌های جنوب: دریانوردی بادبانی در خلیج فارس و اقیانوس هند. تهران: نشر نو.[۱۰]